# Vitblära

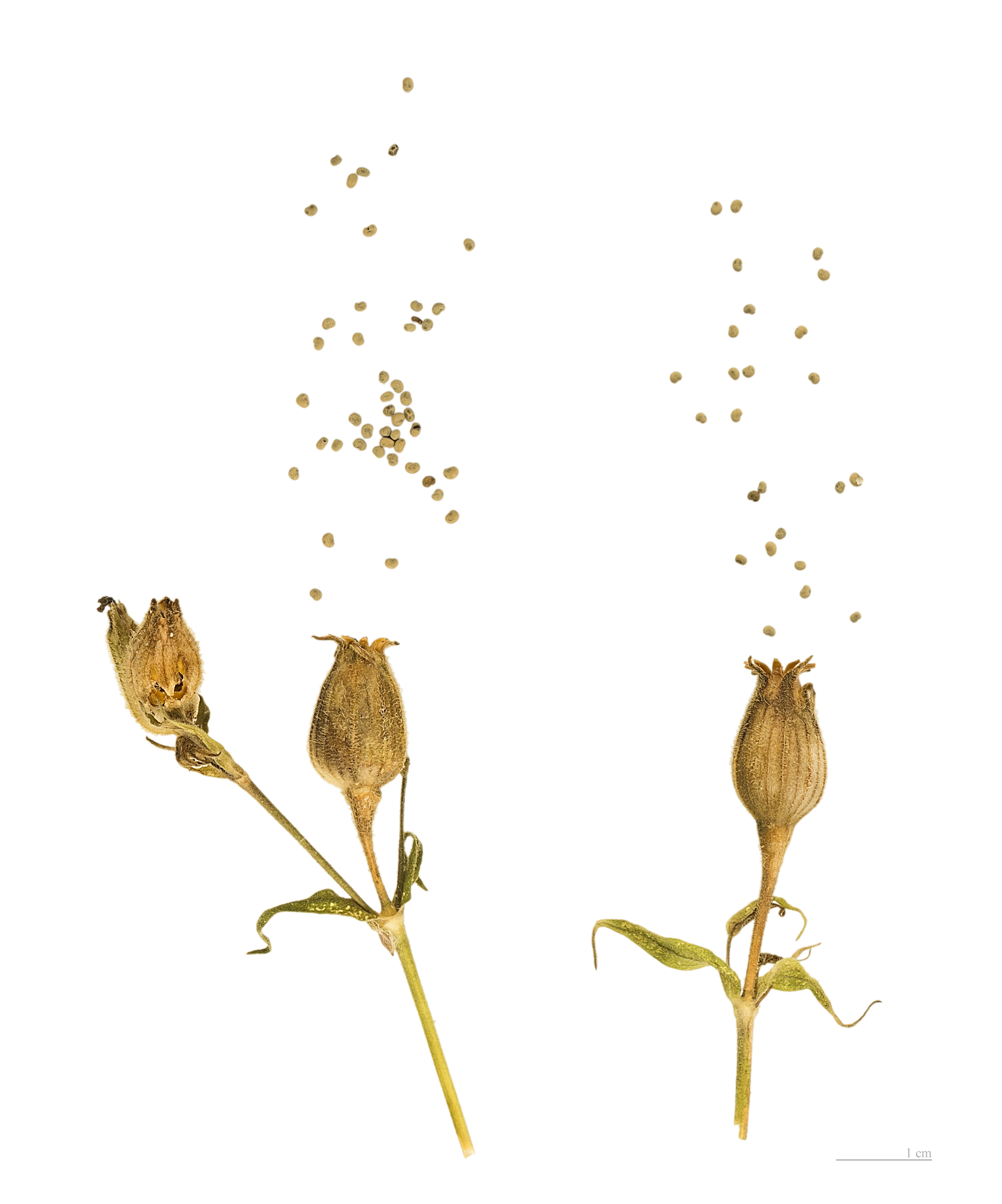
Silene latifolia

Vitblära (Silene latifolia), även kallad  åkerlyst är en en-, två- eller flerårig ört i familjen nejlikväxter som kan bli upp till åttio cm hög. Arten är tvåbyggare, det vill säga att den har skilda hon- och han-individer. Den hybridiserar gärna med rödblära.
Vitbläran förekommer i ett flertal underarter, varav enbart Silene latifolia ssp. alba förekommer i Sverige.
Vitblära växer på ängsbackar och blommar under högsommaren och återfinns över hela Norden.